# Sophie Román Haug
Pour les articles homonymes, voir Roman et Haug.
Sophie Román Haug, née le 4 juin 1999 à Kløfta, est une footballeuse internationale norvégienne évoluant au poste d'attaquante. Elle évolue actuellement à Liverpool.

## Biographie

### En club
De 2015 à 2021, elle joue au sein du club norvégien Lillestrøm Sportsklubb Kvinner. 
En janvier 2022, elle signe à l'AS Roma. Un an plus tard, elle remporte la première Serie A de l'histoire du club.

### En sélection nationale
Elle entre pour la première fois sur le terrain en équipe nationale norvégienne le 29 juin 2022 lors d'un match amical contre le Danemark.
Elle figure parmi les 23 joueuses retenues par Hege Riise pour la Coupe du monde 2023. Le 30 juillet 2023, elle marque 3 buts face aux Philippines.

## Palmarès

### En club
- LSK Kvinner
  - Championnat de Norvège (5)
    - Championne en 2015, 2016, 2017, 2018 et 2019

  - Coupe de Norvège (4)
    - Vainqueur en 2015, 2016, 2018 et 2019
    - Finaliste en 2020

- AS Roma
  - Championnat d'Italie (1)
    - Championne en 2023
    - Vice-championne en 2022

  - Coupe d'Italie (0)
    - Finaliste en 2022 et 2023

  - Supercoupe d'Italie (1)
    - Vainqueur en 2022